# Дэвис, Дэвид Томас Чарльз
Дэвид Томас Чарльз Дэвис (англ. David Thomas Charles Davies; род. 27 июля 1970, Ньюэм, Большой Лондон) — британский политик, член Консервативной партии Великобритании. Министр по делам Уэльса (2022—2024).

## Биография
Родился в 1970 году, окончил школу в Ньюпорте. Работал на заводе British Steel, затем полтора года служил в 104-м королевском артиллерийском полку армейского резерва. Несколько лет жил и работал за рубежом, затем вернулся в Великобританию и в 1999 году, будучи противником деволюции, активно участвовал в кампании против созыва Парламента Уэльса, но в итоге стал единственным избранным в него консерватором.
В 2005 году избран в Палату общин.
25 октября 2022 года по завершении правительственного кризиса был сформирован кабинет Риши Сунака, в котором Дэвис получил портфель министра по делам Уэльса.
5 июля 2024 года после поражения консерваторов на парламентских выборах было сформировано лейбористское правительство Кира Стармера, в котором преемницей Дэвиса стала Джо Стивенс.